# Lionrock
Lionrock era un grupo británico Big Beat comprende productor Justin Robertson, MC Buzz B, y Roger Lyons. Lyon sustituye grabación ingeniero Marcos Stagg en 1995.
El grupo se formó en 1991 y firmó con Deconstruction Records en 1993.
Contenidos

## Discografía

### Discos
- An Instinct for Detection (1995)
- City Delirious (1998)

### Sencillos
- "Lionrock" (1992)
- "Packet of Peace" (1993)
- "Carnival" (1993)
- "Tripwire" (1994)
- "Straight At Yer Head" (1996)
- "Fire Up the Shoeshaw" (1996)
- "Project Now" (1996)
- "She's on the Train" (1997)
- "Wet Roads Glisten" (1997)
- "Rude Boy Rock" (1998)
- "Scatter and Swing" (1998)